# Adolfus
Adolfus är ett släkte av ödlor. Adolfus ingår i familjen lacertider.
Släktets medlemmar förekommer i bergstrakter i östra Afrika. De klättrar på klippor och träbitar som ligger på marken. De har vanligen en brun ovansida med gula eller svarta längsgående linjer. Minst två arter lever i bergsskogar, är dagaktiva och de lägger antagligen ägg. Som föda antas ryggradslösa djur. Hos arterna är svansen lika lång som huvud och bål tillsammans. Undersidan har en gul, orange eller grön färg.
Arter enligt Catalogue of Life:
- Adolfus africanus
- Adolfus alleni
- Adolfus jacksoni
- Adolfus vauereselli

IUCN listar Adolfus alleni och Adolfus masavaensis som nära hotad (NT) och de andra arterna som livskraftiga (LC). Adolfus vauereselli flyttas till släktet Congolacerta.